# Неизвестные (острова)
Неизвестные острова — группа из двух небольших островов в Восточно-Сибирском море, является частью островов Анжу в составе Новосибирских островов. Территориально относится к Республике Саха, Россия.
Острова расположены у юго-восточной оконечности полуострова Земля Бунге на выходе из залива Геденштрома. Группа состоит из двух песчаных островов, вокруг которых образовалась отмель.
Постоянного населения на островах нет. Согласно административно-территориальному делению России находятся на территории Булунского улуса Якутии.